# Cladura babai
Cladura babai là một loài ruồi trong họ Limoniidae. Chúng phân bố ở miền Cổ bắc.